# Айрленд, Джон (актёр)
Джон Айрленд (англ. John Ireland) (30 января 1914 года — 21 марта 1992 года) — канадский актёр и кинорежиссёр, карьера которого охватила период с 1940-х до начала 1990-х годов.
Айрленд начал карьеру в 1941 году как театральный актёр, сыграв во многих постановках в репертуарных театрах и на Бродвее, часто играя в шекспировских постановках.
В середине 1940-х годов Айрленд «зарекомендовал себя как актёр второго плана в нескольких значимых вестернах, таких как „Моя дорогая Клементина“ (1946) и „Красная река“ (1948), и исполнитель главных ролей в малых фильмах нуар, таких как „Подставили!“ (1947)». В 1950 году Айрленд был номинирован на Оскар за мощную игру в роли газетного репортёра в политической драме «Вся королевская рать» (1949).
В общей сложности Айрленд сыграл более чем в 200 фильмах, помимо указанных выше, наиболее успешные среди них — «Прогулка под солнцем» (1945), «Грязная сделка» (1948), «Перестрелка в O. K. Коррал» (1957), «Девушка с вечеринки» (1958), «Спартак» (1960) и «Прощай, моя красавица» (1975).
В 1960-90-е годы Айрленд много работал на телевиденни. Его вклад в телеиндустрию был отмечен звездой на Голливудской «Аллее славы» .

## Ранние годы
Джон Айрленд родился 30 января 1914 года в Ванкувере, Канада, но вскоре вместе с матерью переехал в бедный нью-йоркский район Гарлем, где и вырос. Его мать, шотландская учительница фортепиано Грейси Фергюсон, затем вышла замуж за ирландского водевильщика, Майкла Нуна, и у неё родилось ещё трое детей — Кэтрин, Томми (он стал популярным комическим актёром, сыгравшим заметные роли, в частности, в таких популярных картинах, как комедия «Джентльмены предпочитают блондинок» (1953) и мюзикл «Звезда родилась» (1954)) и Майкл-младший. Своего биологического отца он никогда не знал и не был уверен, что фамилию Айрленд он получил от него.
Формальное образование Айрленда завершилось в 7 классе, когда он пошёл работать, чтобы семья могла свести концы с концами. В это время Айрленд стал многообещающим пловцом, тренируясь в летних лагерях и в Ист-ривер. Благодаря мастерству пловца Айрленд стал выступать на водном карнавале, выполняя подводные трюки и подрабатывая зазывалой.

## Театральная карьера
Некоторое время спустя Айрленд поступил на работу в театр.
Его актёрская карьера началась благодаря случаю. Однажды, проходя мимо Свободного театра Дэвенпорта (Davenport Free Theater) на Манхэттане, Айрленд зашёл внутрь, рассчитывая посмотреть бесплатное шоу. Вместо этого театр дал ему бесплатное обучение актёрскому мастерству. Айрленд остался в театре, он спал в гримёрке и получал один доллар в день за работу за кулисами, одновременно разучивая текст.
В 1941 году он уже дебютировал на Бродвее в «Макбете» с Морисом Эвансом и Джудит Андерсон. В 1941—1948 годах высокий и стройный Айрленд сыграл в девяти бродвейских постановках, одновременно он играл в репертуарном театре и гастролировал с шекспировскими постановками.

## Карьера в кино
В середине 1940-х годов Айрленд начал работать в кино. Его первый крупный прорыв пришёл в 1945 году, когда он появился в роли Винди, тихого, вдумчивого солдата в классическом военном эпике Льюиса Майлстоуна «Прогулка под солнцем» (1945).
В дальнейшем Айрленд много играл «внешне привлекательных и ловких, но коварных, ненадежных или опасных персонажей». Его часто снимали в ролях второго плана, где он «изображал плохого парня с пессимистичной судьбой», а также в ролях главных героев в жанровых фильмах категории В.
Он сыграл роли второго плана в нескольких значимых вестернах, таких как «Моя дорогая Клементина» (1946) Джона Форда и «Красная река» (1948) Говарда Хоукса. Сцена из последнего фильма, в которой Айрленд и Монтгомери Клифт сравнивают своё оружие, когда каждый из них по очереди заставляет «ходить» консервную банку с помощью револьверных выстрелов, стала классикой кино.
За ними последовали крупные роли в других вестернах: в «Я застрелил Джессе Джеймса» (1949) он сыграл члена банды Джесси Джеймса, предавшего и убившего своего босса ради любви к девушке, в фильме «Блуждающие холмы» (1949) он сыграл охотника за сокровищами, в фильме «Подкованный» (1949) — беглого заключённого и в «Дулинсы из Оклахомы» (1949) — члена банды грабителей. В фильме «Я застрелил Джессе Джеймса» одним из партнёров Айрленда стал его сводный брат Томми Нунэн.
Параллельно с вестернами Айрленд много играл в фильмах нуар. Так, он сыграл роль детектива в нуаре «За зелёными огнями» (1946), запоминающуюся роль грабителя и убийцы — в «Подставили!» (1947) и подручного главаря банды — в «Грязной сделке» (1948), два последних фильма поставил Энтони Манн. Он также сыграл заметные роли второго плана в фильмах нуар «Гангстер» (1947), «Я люблю трудности» (1948) и «Анна Лукаста» (1949).
В конце 1940-х годов Айрленд также сыграл роль второго плана в исторической драме «Жанна д’Арк» (1948), главные роли в небольшой криминальной драме «Секрет полишинеля» (1948) и криминальной мелодраме «Мистер Простак» (1949).
В 1949 году Айрленд был номинирован как лучший актёр второго плана за игру в политической драме «Вся королевская рать» (1949). В этом фильме Айрленд сильно сыграл роль Джека Бёрдена, крутого газетного репортёра, который эволюционировал от восторженного сторонника до критически настроенного противника главного героя — популистского политика и демагога Вилли Старка (Бродерик Кроуфорд). Айрленд стал первым рождённым в Ванкувере актёром, который когда-либо номинировался на Оскар.
В первой половине 1950-х годов Айрленд продолжал играть преимущественно в вестернах и фильмах нуар. В нуаре «Шарф» (1951) он сыграл главную роль сбежавшего из психиатрического отделения тюремной больницы заключённого в попытке доказать свою невиновность, в шпионском триллере «49-й человек» (1953) — государственного следователя, а в фильме «Девушка с вечеринки» (1958) — ближайшего подручного крупного мафиозного босса. В вестернах наиболее заметными ролями Айрленда стали роль кавалериста, который заводит роман с женой начальника в вестерне «Литтл-Бигхорн» (1951), злодея — в «Долине мести» (1951) и преступника — в «Перестрелка в О. К. Коррал» (1957).
В эпоху маккартизма Айрленд выдвинул иски против двух телепродюсеров за нарушение условий контракта и клевету. Он обвинил их в отказе снимать его в главной роли в детективном телесериале «Приключения Эллери Куина» (1950—1952) и в том, что они утверждали, что он политически неприемелем из-за сомнений в его верности Соединённым штатам. Он получил «существенную», но не разглашённую денежную компенсацию.
В 1953 году Айрленд был сопродюсером и сорежиссёром «мини-классики вестерна „Ханна Ли: американская простушка“ (1953)», и кроме того, сыграл в этом фильме главную роль в паре со своей тогдашней женой Джоан Дрю. В общей сложности Айрленд сыграл вместе с Дрю в пяти фильмах, среди них «Вся королевская рать» (1949) и вестерны «Красная река» (1948), «Аллея мести» (1951) и «Юго-западный проход» (1954). Вторым режиссёрским опытом Айрленда стал фильм нуар «Быстрые и яростные» (1955), где он также сыграл главную роль невинного человека в бегах. К памятным работам Айрленда 1950-х годов относятся также вестерн «Красная гора» (1951), где он сыграл одну из главных ролей, криминальный триллер «Хорошие умирают молодыми» (1954) и мелодрама «Королева пчёл» (1955).
В 1960-е годы Айрленд иногда появлялся в ролях второго плана в картинах крупных киностудий, в частности, в эпической драме «Спартак» (1960) Стенли Кубрика он сыграл важную роль гладиатора Крикса. У Айрленда была большая роль второго плана в историческом эпике «55 дней в Пекине» (1963), а в пеплуме «Падение Римской империи» (1964) Айрленд сыграл вождя германского племени маркоманов Балломара. В 1965 году Айрленд сыграл одну из главных ролей в малобюджетном хорроре Уильяма Касла «Я видела, что вы сделали» (1965) с Джоан Кроуфорд. Это была их вторая совместная работа после «Королевы пчёл» (1951).
Во второй половине 1960-х годов «карьера Айрленда начала иссякать, и он стал часто появляться во многих низкобюджетных итальянских „халтурных“ фильмах». В частности, он сыграл главные роли в итальянских вестернах «Око за око» (1967), «Беги, человек, беги» (1968), «Всё для всех» (1968), «Этот жаркий день в огне» (1968), «Месть за месть» (1968) и «Вызов Маккены» (1970), а также в итальянских криминальных триллерах «Одна на другой» и «Ненасытные» (оба — 1969).
Айрленд продолжал работать как актёр на протяжении 1970-80-х годов, часто в фильмах экшна и фильмах ужасов. Он появлялся в крупнобюджетных проектах, таких как «Искатели приключений» (1970), и был лейтенантом полиции в истории о частном детективе «Прощай, моя красавица» (1975), ремейке знаменитого фильма нуар «Это убийство, моя милочка» (1944) по роману Рэймонда Чандлера. Главную роль в фильме сыграл Роберт Митчем, который в жизни был соседом и близким другом Айрленда. Другими заметными картинами с участием Айрленда в этот период стали криминальные драмы «Выкуп» (1977). «Завтра не наступит никогда» (1978) и «Дельта Фокс» (1979), эротическая мелодрама Тинто Брасса «Салон Китти» (1976) и комедия ужасов «Закат: убежище вампиров» (1989).

## Карьера на телевидении
В 1960-62 годах Айрленд сыграл роль в двух эпизодах телевестерна «Сыромятная плеть», а в 1965 году в последнем сезоне этого сериала получил постоянную роль, сыграв в девяти эпизодах. В 1960—1962 годах Айрленд сыграл следователя страховой компании, расследующего случаи мошенничества, в британском телесериале «Мошенники» (1960-62, 39 эпизодов).
В 1960-70-е годы Айрленд появлялся в отдельных эпизодах таких популярных телесериалов, как «Альфред Хичкок представляет» (1962), «Бонанза» (1967), «Дымок из ствола» (1966—1967), «Виргинец» (1970) и «Миссия невыполнима» (1972). В 1982 году Айрленд сыграл во всех 11 эпизодах телесериала «Кэсси энд Ко», в котором заглавную роль частного детектива сыграла Энджи Дикинсон. В 1980-90-е годы Айрленд сыграл, в частности, в сериалах «Частный детектив Магнум» (1981), «Санта-Барбара» (1984), «Майк Хаммер» (1984), «Война миров» (1988) и «Она написала убийство» (1991).

## Личная жизнь
Айрленд был женат трижды: в 1940—1949 годах — на Элейн Рут Гадмэнд, в браке с которой у него родилось двое сыновей — Джон и Питер. В 1949—1957 годах он был женат на актрисе Джоан Дрю. Наконец, с 1962 года и вплоть до своей смерти — на Дафне Мирик Камерон, в браке с которой у него родилась дочь Дафна и сын Камерон.
Время от времени имя Айрленда попадало в таблоиды в связи с его отношениями с молодыми кинозвёздами, в частности, с Натали Вуд и Сью Лайон. У Айрленда был также роман с Джоан Кроуфорд, когда они совместно снимались в фильме «Королева пчёл» (1955). В 1959 году неоднозначную реакцию вызвал роман 45-летнего Айрленда с 16-летней Тьюсдей Уэлд. Как говорил сам Айрленд, «если бы не такая разница в возрасте, я бы сделал ей предложение. Это обстоятельство и её мать были единственными препятствиями, которые меня остановили».
Позднее Айрленд был владельцем и управляющим собственного ресторана «Айрлендз» в Санта-Барбаре? но бизнес не задался и в мае 1977 года актёр объявил себя банкротом.

## Смерть
Джон Айрленд умер 21 марта 1992 года в Санта-Барбаре от лейкемии в возрасте 78 лет.

## Фильмография

### Кинематограф
| Год  | Название                                      | Оригинальное название                      | Роль                                         |
| ---- | --------------------------------------------- | ------------------------------------------ | -------------------------------------------- |
| 1945 | Прогулка под солнцем                          | A Walk in the Sun                          | Рядовой Уинди Крейвен                        |
| 1946 | Моя дорогая Клементина                        | My Darling Clementine                      | Билли Клэнтон                                |
| 1946 | За зелёными огнями                            | Behind Green Lights                        | Детектив Энгельхофер                         |
| 1946 | Проснись и мечтай                             | Wake Up and Dream                          | Говард Уильямс                               |
| 1946 | Это не должно случиться с собакой             | It Shouldn’t Happen to a Dog               | Бенни Смит                                   |
| 1947 | Подставили!                                   | Railroaded!                                | Дьюк Мартин                                  |
| 1947 | Гангстер                                      | The Gangster                               | Фрэнк Карти                                  |
| 1948 | Я люблю трудности                             | I Love Trouble                             | Рино                                         |
| 1948 | Открытый секрет                               | Open Secret                                | Пол Лестер                                   |
| 1948 | Грязная сделка                                | Raw Deal                                   | Фэнтейл                                      |
| 1948 | Красная река                                  | Red River                                  | Черри Вэланс                                 |
| 1948 | Жанна д’Арк                                   | Joan of Arc                                | Жан де ля Буссак, Сан-Север                  |
| 1948 | Южный янки                                    | A Southern Yankee                          | Капитан Джед Колберн                         |
| 1949 | Вся королевская рать                          | All the King’s Men                         | Джек Бёрден                                  |
| 1949 | Я застрелил Джессе Джеймса                    | I Shot Jesse James                         | Боб Форд                                     |
| 1949 | Блуждающие холмы                              | The Walking Hills                          | Фризи                                        |
| 1949 | Подкованный                                   | Roughshod                                  | Леднов                                       |
| 1949 | Анна Лукаста                                  | Anna Lucasta                               | Дэнни Джонсон                                |
| 1949 | Мистер Простак                                | Mr. Soft Touch                             | Генри Бёрд                                   |
| 1949 | Дулинсы из Оклахомы                           | The Doolins of Oklahoma                    | Генри Бёрд                                   |
| 1950 | Груз в Кейптаун                               | Cargo to Capetown                          | Стив Конвей                                  |
| 1951 | Долина мести                                  | Vengeance Valley                           | Хаб Фэскен                                   |
| 1951 | Баскетбольный сговор                          | The Basketball Fix                         | Пит Ферредэй                                 |
| 1951 | Шарф                                          | The Scarf                                  | Джон Ховард Бэррингтон                       |
| 1951 | Бродяги                                       | The Bushwackers                            | Джефферсон Уоринг                            |
| 1951 | Красная гора                                  | Red Mountain                               | Генерал Уильям Куантрилл                     |
| 1951 | Литтл-Бигхорн                                 | Little Big Horn                            | Лейтенант Джон Хэйвуд                        |
| 1952 | Ураган Смит                                   | Hurricane Smith                            | Ураган Смит                                  |
| 1953 | Ханна Ли: американская простушка              | Hannah Lee: An American Primitive          | Маршал Сэм Рошель                            |
| 1953 | Боевой отряд                                  | Combat Squad                               | Сержант Кен «Флетч» Флетчер                  |
| 1953 | 49-й человек                                  | The 49th Man                               | Следователь Джон Уильямс                     |
| 1954 | Хорошие умирают молодыми                      | The Good Die Young                         | Эдди Блейн                                   |
| 1954 | Юго-западный проход                           | Southwest Passage                          | Клинт МакДональд                             |
| 1954 | Стальная клетка                               | The Steel Cage                             | Эл                                           |
| 1954 | Риск безопасности                             | Security Risk                              | Ральф Пейн                                   |
| 1955 | Королева пчёл                                 | Queen Bee                                  | Джадд Прентисс                               |
| 1955 | Быстрые и яростные                            | The Fast and the Furious                   | Фрэнк Уэбстер                                |
| 1955 | Стеклянная клетка                             | The Glass Cage                             | Пел Пелхэм                                   |
| 1955 | Горизонт ада                                  | Hell’s Horizon                             | Капитан Джон Меррилл                         |
| 1956 | Стрелок                                       | Gunslinger                                 | Кейн Миро                                    |
| 1957 | Перестрелка в О. К. Коррал                    | Gunfight at the O.K. Corral                | Джонни Ринго                                 |
| 1958 | Девушка с вечеринки                           | Party Girl                                 | Луис Канетто                                 |
| 1958 | Негде приземлиться                            | No Place to Land                           | Джонас Бэйли                                 |
| 1958 | Штормовой перекрёсток                         | Stormy Crossing                            | Гриф Паркер                                  |
| 1959 | Убийство в багаже                             | Med mord i bagaget                         | Джонни Греко                                 |
| 1960 | Спартак                                       | Spartacus                                  | Крикс                                        |
| 1960 | Лица во тьме                                  | Faces in the Dark                          | Макс Хэммонд                                 |
| 1961 | Дикарь                                        | Wild in the Country                        | Фил Мэйси                                    |
| 1961 | Возвращение незнакомца                        | Return of a Stranger                       | Рэй Рид                                      |
| 1962 | Локальная война                               | Brushfire                                  | Джефф Сэйджур                                |
| 1963 | 55 дней в Пекине                              | 55 Days at Peking                          | Сержант Гарри                                |
| 1963 | Церемония                                     | Ceremony                                   | Тюремный охранник                            |
| 1964 | Падение Римской империи                       | The Fall of the Roman Empire               | Балломар                                     |
| 1965 | Я видела, что вы сделали                      | I Saw What You Did                         | Стив Марек                                   |
| 1966 | День кошмара                                  | Day of the Nightmare                       | Детектив, сержант Дейв Хармон                |
| 1967 | Форт Юта                                      | Fort Utah                                  | Том Хорн                                     |
| 1967 | Око за око                                    | Odio per odio                              | Джеймс Купер                                 |
| 1967 | А завтра вас бросит в адское пекло            | Dalle Ardenne all’inferno                  | Капитан О’Коннор                             |
| 1967 | Кашамбу!                                      | Caxambu!                                   | Винс Нефф                                    |
| 1968 | Вилья в седле                                 | Villa Rides                                | Клиент в парикмахерской (в титрах не указан) |
| 1968 | Че Гевара                                     | El 'Che' Guevara                           | Стюарт                                       |
| 1968 | Вкус смерти                                   | Quanto costa morire                        | Дан Эл                                       |
| 1968 | Беги, человек, беги                           | Corri uomo corri                           | Сантильяна                                   |
| 1968 | Пистолет для сотни могил                      | Una pistola per cento bare                 | Дуглас                                       |
| 1968 | Умри за доллар                                | T’ammazzo! — Raccomandati a Dio            | Полковник                                    |
| 1968 | Всё для всех                                  | Tutto per tutto                            | Оул                                          |
| 1968 | Этот жаркий день в огне                       | Quel caldo maledetto giorno di fuoco       | Тарпас                                       |
| 1968 | Месть за месть                                | Vendetta per vendetta                      | Майор Бауэр                                  |
| 1968 | Бродяги Аризоны                               | Arizona Bushwhackers                       | Дэн Шелби                                    |
| 1969 | Одна на другой                                | Una sull’altra                             | Инспектор Уолд                               |
| 1969 | Дьяволы войны                                 | I diavoli della guerra                     | Капитан Дженнингс                            |
| 1969 | Женабель                                      | Zenabel                                    | Дон Алонсо Имолне                            |
| 1969 | Ненасытные                                    | Femmine insaziabili                        | Ричард Сэлинджер                             |
| 1970 | Искатели приключений                          | The Adventurers                            | Мистер Джеймс Хэдли                          |
| 1970 | Цель МакКенны                                 | La sfida dei MacKenna                      | Джонс                                        |
| 1972 | К северо-востоку от Сеула                     | Northeast of Seoul                         | Флэнаган                                     |
| 1972 | Побег к солнцу                                | Escape to the Sun                          | Джейкоб Кэган                                |
| 1974 | Добро пожаловать в Эрроу Бич                  | Welcome to Arrow Beach                     | Шериф Дьюк Бингхэм                           |
| 1974 | Дом семи трупов                               | The House of Seven Corpses                 | Эрик Хартман                                 |
| 1974 | Реки крови                                    | Dieci bianchi uccisi da un piccolo indiano | Абель Уэбстер                                |
| 1975 | Прощай, моя красавица                         | Farewell, My Lovely                        | Детектив, лейтенант Налти                    |
| 1975 | Мы не ангелы                                  | Noi non siamo angeli                       | Мистер Шарк                                  |
| 1976 | Салон Китти                                   | Salon Kitty                                | Клифф                                        |
| 1976 | Швейцарский заговор                           | The Swiss Conspiracy                       | Дуайт МакГоуэн                               |
| 1977 | Выкуп                                         | Ransom                                     | Шеф Хэлибертон                               |
| 1977 | Болельщицы для Сатаны                         | Satan’s Cheerleaders                       | шериф / Верховный жрец                       |
| 1977 | Любовь и ночной автосервис                    | Love and the Midnight Auto Supply          | Тони Санторе                                 |
| 1977 | Идеальный убийца                              | Quel pomeriggio maledetto                  | Бенни                                        |
| 1977 | История падре Кино                            | Mission to Glory: A True Story             |                                              |
| 1978 | Завтра не наступит никогда                    | Tomorrow Never Comes                       | Капитан                                      |
| 1978 | Кровать на площади                            | Il letto in piazza                         | Милтон                                       |
| 1979 | Дельта Фокс                                   | Delta Fox                                  | Лукас Джонсон                                |
| 1979 | В прямом эфире с капитаном Полночь            | On the Air Live with Captain Midnight      | Агент Пирсон                                 |
| 1979 | Гайана: преступление века                     | Guyana: Crime of the Century               | Дейв Коул                                    |
| 1979 | Облик грядущего Герберта Уэллса               | The Shape of Things to Come                | Сенатор Смэдли                               |
| 1981 | Бордель                                       | Las mujeres de Jeremías                    | Судья                                        |
| 1982 | Инкубус                                       | The Incubus                                | Хэнк Уолден                                  |
| 1985 | День Мартина                                  | Martin’s Day                               | Пивовар                                      |
| 1985 | Сокровища Амазонки                            | Treasure of the Amazon                     | Священник                                    |
| 1985 | Голем из Майами                               | Miami Golem                                | Андерсон                                     |
| 1986 | Дни грома                                     | Thunder Run                                | Джордж Адамс                                 |
| 1987 | Ночь ужаса                                    | Terror Night                               | Лэнс Хэйуорд                                 |
| 1988 | Посланник смерти                              | Messenger of Death                         | Зинас Бичем                                  |
| 1989 | Закат: вампир в изгнании                      | Sundown: The Vampire in Retreat            | Итэн Джефферсон                              |
| 1990 | Кладбищенская история                         | The Graveyard Story                        | Доктор МакГрегор                             |
| 1992 | Музей восковых фигур 2: Затерянные во времени | Waxwork II: Lost in Time                   | Король Артур                                 |
| 1992 | Пригвоздить                                   | Hammer Down                                | Лейтенант Бейтс                              |